# 林徹 (経営学者)
林 徹（はやし とおる、1965年1月13日 - ）は、日本の経営学者。長崎大学教授。 愛知県安城市出身。

## 経歴

### 学歴
- 1983年: 愛知県立岡崎北高等学校卒業
- 1988年: 横浜国立大学経営学部第二部経営学科卒業
- 1990年: 横浜国立大学大学院経営学研究科修士課程経営学専攻修了
- 1992年: 名古屋テレビ放送第30回海外派遣学生として短期米国留学（ユタ大学ほか）
- 1993年: 名古屋大学大学院経済学研究科博士課程後期課程経営学専攻単位取得退学

### 職歴
- 1993年: 四日市大学経済学部経営学科専任講師（1996-2001年助教授, 2001-2008年教授）
- 2004年: 四日市大学経済学部経営学科長（-2008年）
- 2008年: 長崎大学経済学部・大学院経済学研究科教授

### 各種審議会・委員会・その他
2024年：論文「自己投資による『自然増価』：人間資産会計の思想的考察」が第35回経営管理黒澤賞論文に入賞（佳作）。
2025年：長崎地方最低賃金審議会公益代表委員（‐2027年）。2022年：日本経営学会理事・九州部会長（-2025年）。2020年：厚生労働省労働基準局長表彰。2013年：第10回金融教育に関する小論文・実践報告コンクール奨励賞を受賞（小論文部門）。2011年：厚生労働省社会保障審議会生活保護基準部会臨時委員（-2013年）を務める。2011年：厚生労働省社会保障審議会人口部会委員を務める。2004年6月7日：フルビット（全国ヲタ免名鑑　愛知41）を達成。

## 著書
- 『モノポリーで学ぶビジネスの基礎（第3版）』中央経済社, 2023年
- 『協働の経営学（第2版）』 中央経済社, 2021年
- 『モノポリーで学ぶビジネスの基礎（第2版）』中央経済社, 2019年
- 『モノポリーで学ぶビジネスの基礎』中央経済社, 2017年
- 『協働の経営学』 中央経済社, 2015年
- 『協働と躍動のマネジメント』 中央経済社, 2011年
- 『組織のパワーとリズム』 中央経済社, 2005年
- 『革新と組織の経営学』 中央経済社, 2000年

### 分担執筆
- 『有斐閣経済辞典第5版』 （金森久雄・荒憲治郎・森口親司編）有斐閣, 2013年
- 『経営学史事典第2版』 （経営学史学会編）文眞堂, 2012年
- 『組織論から組織学へ 経営組織論の新展開』（岸田民樹編著）文眞堂, 2009年
- 『現代経営行動論』 （稲葉元吉・山倉健嗣編著）白桃書房, 2007年
- 『現代経営組織論』 （岸田民樹編著）有斐閣, 2005年